# Ямбіо (аеропорт)
Аеропо́рт «Ямбіо» — аеропорт у місті Ямбіо, Південний Судан.

## Розташування
Аеропорт розташований у місті Ямбіо, яке є центром округу Ямбіо, штат Західна Екваторія, Південний Судан. Поряд знаходиться державний кордон з Центральноафриканською республікою та Демократичною республікою Конго. Аеропорт знаходиться в північно-східній частині міста. До центрального аеропорту країни Джуба 355 км.

## Опис
Аеропорт знаходиться на висоті 724 метрів (2 375 футів) над рівнем моря, і має одну ґрунтову злітно-посадочну смугу, довжина якої невідома.

## Авіакомпанії і напрямки
Аеропорт обслуговує чартерні рейси.